# Marie Damaschino
Marie Foscarina Damaschino, née le 6 mars 1844 à Paris et morte le 5 janvier 1921 dans la même ville, est une compositrice romantique connue aussi sous le pseudonyme de Mario Foscarina.

## Vie privée
Elle est la sœur du docteur François Théodore Damaschino, (1840-1889), de l'hôpital Laennec et de l'Académie de médecine.
Veuve de Fernandès Patrikios, elle épouse, le 31 août 1898, Octave Keller,, inspecteur des carrières.
Il se pourrait qu'elle ait été une élève du pianiste Jacques Herz,.

## Œuvres

### Avec numéro d'opus
- Rondeau brillant pour piano, op. 15 (BNF 42992732)
- Tarentelle brillante pour piano, op. 18 (1875) (BNF 42992735)
- Gavotte pour piano, op. 19 (1875) (BNF 42992714)
- Feuillets d'album, 6 pièces pour piano op. 20 (Jour de fête ; Chant du soir ; L'aragonaise ; Fanny ; Heureux souvenir ; La leçon ; 1877) (BNF 42992712)
- Mazarine, gavotte pour piano, op. 21 (1878) (BNF 42992720)
- Marche funèbre pour piano, op. 22 (1878) (BNF 42992719)
- Menuet pour piano, op. 24 (1880) (BNF 42992723)
- Trois petites pièces faciles pour piano op. 25 (La Chanson de ma Grand-Mère ; Air à danser ; Procida ; 1880) (BNF 42992725)
- L'écho pour piano, op. 27 (1882) (BNF 42992708)
- Berceuse, pour piano à quatre mains, op. 28 (1882) (BNF 42992699)
- Deux pièces op. 30 (Invocation ; Air à danser) pour violon et piano (vers 1883)
- Danse roumaine (Dansul Miresei pe malul Prahovei) pour piano. op. 35 (1885) (BNF 42992705)
- La Thessalienne (piano et orchestre), op. 36 (1886) (BNF 42992736)
- La Aldeana, villanelle pour piano, op. 39 (1887) (BNF 42992693)
- Menuet pour instruments à cordes, op. 40 (1887) (BNF 42992722)
- Allegretto, piano op. 41.

### Piano (sans numéro d'opus)
- Remember, romance sans paroles pour piano, 1874 (BNF 44509421)
- La cattiva (valse pour piano), 1877 (BNF 42992702)
- Rondo brillant pour piano, 187? (BNF 44509402)
- L'enfant dort (1891 ou avant).

### Voix et piano
- Apparition (Alphonse de Lamartine)
- La Devise d'amour (Armand Silvestre) (1879) (BNF 42992707)
- Deux Mélodies de Victor Hugo : L'Enfant (Scène), Nouvelle Chanson (Mélodie)
- Le renouveau (A. Brady), 1871 (BNF 42992728)
- Douze Mélodies, 1873 : Rappelle-toi (Alfred de Musset) ; Ave Maria ; Le Renouveau ; Adieu ; Lucie (Alfred de Musset) ; Lidè ; Le Coquillage au bord de la Mer ; L'Automne ; Adieu à Graziella (Lamartine) ; Le Retour ; les deux autres pièces ne portent pas de titre. (BNF 42992703), (BNF 42992717)
- À une femme (Victor Hugo) 1889 (BNF 42992690).